# Derecho positivo
El derecho positivo es el conjunto de normas jurídicas escritas por una soberanía (por el órgano estatal que ejerza la función legislativa).
El derecho positivo puede ser de aplicación vigente o no vigente, dependiendo si la norma rige para una población determinada, o la norma ya ha sido derogada por la promulgación de una posterior.
No solo se considera derecho positivo a la ley, sino además a toda norma jurídica que se encuentre escrita (decretos, acuerdos, reglamentos, etc.).
En otras palabras, el derecho positivo es el derecho que está escrito. A diferencia del derecho natural (inherente al ser humano) y del consuetudinario (dictado por las costumbres y usos), el derecho positivo es impuesto colectivamente a favor de normar la convivencia de las personas, sancionado por las instituciones del Estado conforme a lo establecido en un código común —un cuerpo de leyes escritas— que, a su vez, pueden ser cambiadas por consenso. Se trata de leyes fundamentadas en un pacto jurídico y social.

## Bases filosófico-jurídicas
El concepto de derecho positivo está basado en el iuspositivismo, corriente filosófico-jurídica que considera que el único derecho válido es el que ha sido creado por y con el ser humano. El hombre ha creado el Estado y en él ha constituido los poderes en los que se manifestará la soberanía; el poder legislativo es quien originariamente crea el derecho, mediante las leyes. Hans Kelsen enseña en su obra que la capacidad de ser justos que tienen los hombres, cuya carencia conduce a introducir el derecho positivo en lugar del derecho natural, es tan solo una subjetivización de un principio objetivo de justicia y no una cualidad que pueda establecerse empíricamente. El iusnaturalismo sostiene una tesis opuesta, según la cual el derecho es único, anterior y superior al hombre, sustentado en valores supremos a los cuales el ser humano puede aspirar mediante la razón, por lo que el derecho no requiere estar escrito para ser válido, sino que basta con la posibilidad de que se infiera de los valores esenciales del ser humano (derechos humanos).
En este sentido, el derecho positivo descansa en la teoría del normativismo (elaboración del teórico del derecho Hans Kelsen -siglo XX-), y que estructura al derecho según una jerarquía de normas (jerarquía normativa).
Desde el punto de vista de otras corrientes de pensamiento jurídico, que no excluyen la existencia del derecho natural o derecho divino, el derecho positivo sería aquel que emana de las personas, de la sociedad, y que debe obedecer a los anteriores para ser justo y legítimo.
Así, se entiende el derecho positivo como un derecho puesto o dado desde el Estado. El positivismo jurídico se divide en formalista y sociológico. El primero estudia las formas jurídicas y surge en el siglo XIX con dos escuelas como precursoras de esta corriente: en Francia la Escuela Exégesis, y en Alemania la Escuela Dogmática alemana. En cuanto al positivismo jurídico de carácter sociológico, estudia el impacto del derecho positivo en la sociedad. Sus escuelas precursoras son en Francia la Escuela Social -Raymond Saleilles-, y en Alemania el Movimiento del Derecho Libre alemán, ambas de los siglos XIX-XX.
La concepción del positivismo jurídico abarca un solo derecho, lo que también se conoce como monismo jurídico: el derecho positivo. En cambio, para el iusnaturalismo, existen dos derechos (dualismo jurídico): el derecho positivo y el derecho natural. Este último se define como el conjunto de principios o valores superiores a los cuales podemos acceder a través de la capacidad humana y que prevalecen sobre el derecho positivo y son siempre válidos. El origen de esta doctrina es tan antiguo como el derecho, y puede rastrearse intelectualmente desde el paso del mito al logos en la Grecia Antigua (Antígona, de Sófocles), en el estoicismo y luego en la humanitas romana (Cicerón).
Los derechos positivos, en plural, son por tanto conceptualmente diferentes de los derechos naturales.